# Henry S. Benedict
Henry Stanley Benedict (ur. 20 lutego 1878 w Boonville, zm. 10 lipca 1930 w Londynie w Wielkiej Brytanii) – amerykański polityk, członek Partii Republikańskiej.

## Działalność polityczna
Od 1910 do 1914 zasiadał w Zgromadzeniu Stanowym Kalifornii, następnie w Senacie stanu Kalifornia, a w okresie od 7 listopada 1916 do 3 marca 1917 był przedstawicielem 10. okręgu wyborczego w stanie Kalifornia w Izbie Reprezentantów Stanów Zjednoczonych.